# 藤森涼子
藤森 涼子（ふじもり りょうこ、1965年〈昭和40年〉10月15日 - ）は、日本の気象予報士・キャスター。NPO法人気象キャスターネットワーク元代表。

## 経歴
熊本県生まれ、東京都育ち。身長154センチメートル。
山脇学園短期大学在学中よりテレビにてお天気キャスターとして活動を開始する。その後気象予報士資格を取得、本格的に活動を展開する。2010年（平成22年）、平井信行が気象キャスターネットワーク代表を任期満了で退任した後を受け、気象キャスターネットワーク副代表だったこともあり、代表の職を引き継いだ。2019年末で同代表を任期満了で退任。
好みの男性は「木こりのような人」。

## 現在の担当番組
- デイリープラネット（日テレNEWS24）（火曜日 - 木曜日）

## 過去の担当番組
- Oha!4 NEWS LIVE（日テレNEWS24、日本テレビ系列）2006年4月 - 9月
- ニュース朝いち430（NNN24→日テレNEWS24、日本テレビ系列）2002年4月 - 2006年3月
- TBSテレビの天気予報
- サンデーSUPERキンキン（文化放送）アシスタント
- お天気ネットワーク（TBSテレビ）
- あなたにオンタイム（TBSテレビ）
- スーパー競馬（フジテレビ）夏の特集でのレポーター
- ファミっ子大作戦(テレビ東京)1986年5月11日～1988年3月25日 司会
- パソコンサンデー(テレビ東京)

## 著書
- かれん-「花」の写真集